# Adolfo Rosso
Adolfo Rosso (fl. XX secolo) è stato un calciatore italiano, di ruolo attaccante.
Era chiamato anche Rosso II per distinguerlo dal suo omonimo difensore del Brescia Rosso I.

## Carriera
Ha giocato un solo campionato di Prima Divisione Nord, girone B-CCI nel 1921-1922 con il Foot Ball Club Brescia, disputando 11 incontri e realizzando 4 reti. Ha esordito a Venezia il 2 ottobre 1921 in Venezia-Brescia (2-0). A queste statistiche si aggiungono una gara in più e una rete in più, che non risultano nelle statistiche ufficiali perché la settima giornata di campionato Savona-Brescia (2-3) venne annullata dal Direttorio Divisioni Superiore, l'organismo che dirigeva il massimo campionato calcistico di quell'annata, per un errore tecnico arbitrale.